# Bernd Melichar
Bernd Melichar (* 31. Mai 1963 in Graz) ist ein österreichischer Zeitungs-Journalist, Kolumnist und Redakteur der Kleinen Zeitung in Graz.

## Leben
Bernd Melichar studierte nach der HAK-Matura Anglistik und Geschichte ohne jedoch einen der beiden  zu vollenden. Seit 1989 ist er Redakteur der Kleinen Zeitung, vorher war er Mitarbeiter der Austria Presse Agentur in Graz und des Kurier. Zuerst zehn Jahre lang in der Lokalredaktion tätig, bevor er ins Beilagenressort wechselte. Seit 2008 war er stellvertretender Leiter der Beilagenredaktion der Kleinen Zeitung, aktuell ist er stellvertretender Leiter des Ressorts Kultur, TV & Medien und Leiter des Sonntagsmagazins. Sein Spezialgebiet sind Reportagen zu aktuellen Ereignissen. Melichar ist auch für den Bereich „Popmusik“ innerhalb der Kleinen Zeitung zuständig.
Gemeinsam mit seiner Kollegin Ute Baumhackl verfasste  Bernd Melichar in der Kleinen Zeitung seine sonntägliche Satire-Kolumne Sie und Er, in der jeder seine Geschichten zu den Ärgernissen und Freuden des Alltags erzählte. Die gesammelten Beiträge der beiden Autoren sind auch als Buch erschienen. Mittlerweile zieht er seine Kreise gemeinsam mit seinem Sohn Julian über deren Marotten und Gemeinsamkeiten.